# Josip Slade
Josip Slade (Trogir, 23. mart 1828 — Trogir, 15. jun 1911) je bio hrvatski graditelj i arhitekta.
Školovao se u Splitu i Padovi, gdje je doktorirao filozofiju, a zatim završio studije graditeljstva i inženjerstva. Od njegovih graditeljskih djela najznačajnija su: zgrada pozorišta u Šibeniku, palata Moretti na Čiovu, brojni putevi i mostovi u Boki kotorskoj i Crnoj Gori. Učestvovao je i u obnovi nekih renesansnih palata u rodnom Trogiru.

## Djela u Crnoj Gori
Slade je na poziv crnogorskog knjaza Nikole I Petrovića tokom dve dekade projektovao niz važnih graditeljskih objekata u Crnoj Gori, koji su i danas u upotrebi:
Putevi: Put Cetinje—Njeguši—Kotor: 1878. pravac od Njeguša (crnogorsko-austrougarska granica) do Cetinja; 1881. pravac Cetinje — Rijeka Crnojevića; 1882. pravac Rijeka Crnojevića — Podgorica; 1884. pravac Kotor — Cetinje (Slade je, radi ovladavanja strmim lovćenskim liticama nad Kotorom, projektovao 25 serpentina na trasi u pravoj liniji koja jedna dostiže dva kilometra); 1896 — 1905. pravac Rijeka Crnojevića — Virpazar; vjeruje se da je Slade projektovao 1884. i putni pravac Bar — Virpazar.
Zgrade: 1888. zgrada Zetski dom Crnogorskog kraljevskog pozorišta na Cetinju; 1899. zgrada austrougarskog veleposlanstva na Cetinju (sada sjedište Zavoda za zaštitu spomenika kulture); 1900. zgarada Dvorac kneza Nikole u Nikšiću (sada Gradski muzej i biblioteka); 1900. zgrada Lazaret u Herceg Novom.
Infrastrukturni objekti: 1880-ih i 1890-ih radovi na izgradnji crnogorske pomorske luke Pristan (Bar); 1894. projekat Carev most u Nikšiću.